# Tracey Adams
Tracey Adams, född 6 juni 1958 i Severna Park, Maryland, är en amerikansk porrskådespelare som var aktiv åren 1983-1999, under denna tid hann hon göra över 200 filmer.